# Flavius Dagalaiphus
Flavius Dagalaiphus (fl. 461) était un homme politique de l'Empire romain.

## Vie
Fils de Flavius Areobindus, d'origine goth, et de sa femme.
Il était consul pour l'est et l'ouest en 461.
Il s'est marié avec Godisthea, fille d'Ardabur, d'origine alaine, et de sa femme Anthousa. Ils furent les parents de Flavius Areobindus Dagalaiphus.